# Laguna Leche
A  Laguna Leche  é um lago localizado na Guatemala. Localiza-se no departamento de Huehuetenango, Município de Nentón.